# جامعة ماونت اليسون
جامعة ماونت اليسون هي جامعة عامة في كندا، تأسست عام 1839. تقع في مدينة ساكفيل.

## إحصائيات
يبلغ عدد طلاب الجامعة 2,694 طالب، منهم 16 طالب دراسات عليا.